# Graeme L. Stephens
Graeme Leslie Stephens (ur. 1952) – fizyk atmosfery zajmujący się wymianą promieniowania w atmosferze, metodami teledetekcji, bilansem energetycznym Ziemi i badaniami zmian klimatu, a zwłaszcza wpływem chmur na zmiany klimatu.
Dyrektor Centrum Nauk o Klimacie w NASA Jet Propulsion Laboratory przy Kalifornijskim Instytucie Technologicznym oraz profesor na Wydziale Meteorologii Uniwersytetu w Reading. Od 2018 roku członek (Fellow) The Royal Society (pol. Królewskie Towarzystwo w Londynie dla Rozszerzania Wiedzy o Przyrodzie). Otrzymał też Medal Carla-Gustafa Rossby’ego.

## Edukacja i badania
Stephens ukończył Uniwersytet w Melbourne w Australii, gdzie w 1973 roku uzyskał licencjat z fizyki, a w 1977 roku doktorat z meteorologii. Jego praca doktorska dotyczyła transferu promieniowania słonecznego i podczerwonego w atmosferze z uwzględnieniem oddziaływania z kropelkami i kroplami wody chmurowej i deszczowej. Przez wiele lat (1984–2010) był profesorem na Wydziale Nauk Atmosferycznych Uniwersytetu Stanu Kolorado w Fort Collins gdzie wychował wielu doktorantów i magistrantów. Zajmował się wpływem mikrofizyki chmur wysokich (dla przykładu wpływem rozmiarów kryształów lodu) na zmiany klimatu. Przez dwie dekady Stephens był głównym naukowcem projektu satelitarnego CloudSat, który wykorzystywał radar do pomiarów opadów w atmosferze z przestrzeni kosmicznej. Projekt zakończył się w grudniu 2023 roku. Jest autorem książki o atmosferycznych pomiarach satelitarnych. Poza olbrzymim dorobkiem naukowym Stephens jest autorem wielu wpływowych artykułów przeglądowych systematyzujących wiedzę na temat zmian klimatu i wskazujących nowe kierunki badań. 
Stephens był promotorem ponad 20 doktoratów.